# Kaznějov
Kaznějov − miasto w Czechach, w kraju pilzneńskim. Według danych z 31 grudnia 2003 powierzchnia miasta wynosiła 1 230 ha, a liczba jego mieszkańców 3 053 osób.

## Demografia
| Rok             | 1970  | 1980  | 1991  | 2001  | 2003  |
| --------------- | ----- | ----- | ----- | ----- | ----- |
| Liczba ludności | 2 581 | 3 267 | 3 193 | 2 999 | 3 053 |

Źródło: Czeski Urząd Statystyczny